# Verkehrsverbund Ost-Region
Verkehrsverbund Ost-Region (fork. VOR) er en trafiksammenslutning af den kollektive nærtrafik i Østrigs østlige region (Wien, Niederösterreich og Burgenland). Selskabet har til opgave at koordinere køreplaner og takster indenfor bane, bus og sporvognslinjer.
Koordinationen omfatter:
- Österreichische Bundesbahnen med S-bane, regionaltog og postbuslinjer samt lufthavnstoget City Airport Train
- Wiener Linien med U-bane, sporvogne busser og NightLine Wien
- Wiener Lokalbahnen med Badner Bahn og buslinjer
- Raab-Oedenburg-Ebenfurte Eisenbahn
- Wieselbus fra Niederösterreichischen Verkehrsorganisationsgesellschaft (NÖVOG)
- Buslinjer fra selskabet Dr. Richard
- samt flere andre private busselskaber

## Selskabet
VOR blev grundlagt som selskab den 4. september 1974, og ejes med af delstaterne Wien og Niederösterreich med hver 44 % mens 12 % ejes af Burgenland. Selskabet er stiftet som et GmbH. I 2005 overtog VOR ledelsen af Verkehrsverbund Niederösterreich-Burgenland (VVNB) der omfatter takstområder i de to delstater udenfor VOR. Det er planlagt, at VVNB skal integreres i VOR fra 2010, hvorved hele Niederösterreich og Burgenland omfattes af samme takstsystem.

## Zone- og tarifsystem
Takstområdet er inddelt i zoner, der ligger i ringe udenom Wien. Hele området indenfor Wiens bygrænse, og til dels også udenfor, er omfattet af den såkaldte kernezone, zone 100. Yderzonerne har trecifrede numre, hvis hundreder stiger jo fjernere de ligger fra Wien. Ringzonerne er opdelt i underzoner, angivet ved ti'er-cifferet (f.eks. zone 210, 220 etc). Zonerne bliver i nogle tilfælde yderligere opdelt (f.eks. zone 441, 445 og 461).
Der betales for maksimalt 8 zoner. For at skabe nogenlunde ensartede priser har man valgt at lade nogle zoner overlappe hinanden, så man i visse tilfælde skal betale for en zone mindre. Det er i øvrigt bemærkelsesværdigt, at VOR's zoneområde rækker til Sopron i Ungarn.
Prisen for én zone er 1,70 Euro (2008), hvis de købes på forhånd i tobaksforretninger eller andre billetsalgssteder eller i automater. Billetter, der købes i sporvogne eller i busser hos Wiener Linien, tillægges 0,50 Euro, mens det ikke er tilfældet for regionale buslinjer. For børn og unge, værnepligtige og pensionister anvendes en reduceret takst på 0,80 Euro. Disse billetter kan endvidere anvendes af alle i Wien til såkaldte Kurzstrecken, der er korte strækning på 5-6 stoppesteder.
Priserne for periodekort er forskellige i Wien og i yderzonerne.